# Brandkårens IK

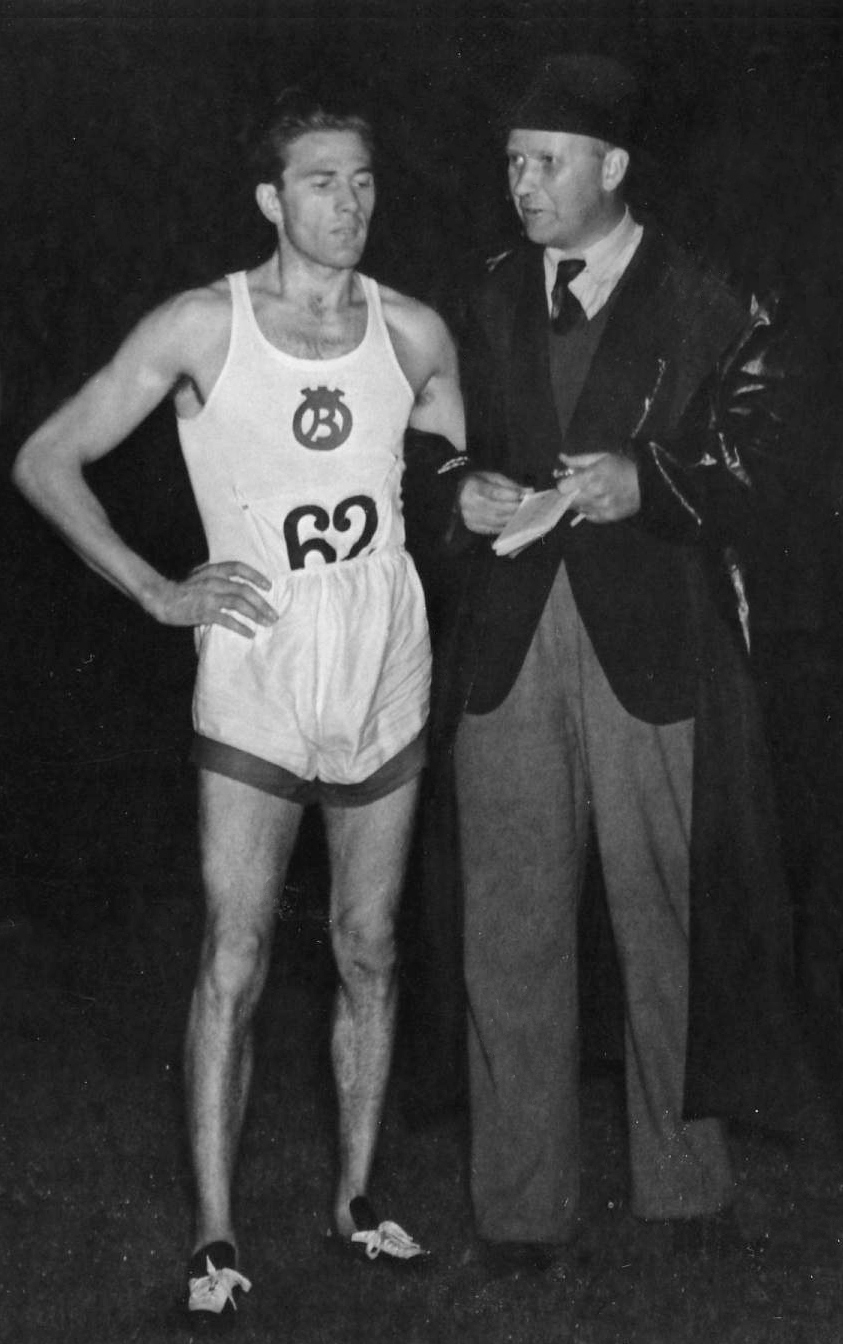
Henry Kälarne, till vänster, i Brandkårens IK:s vita linne. Kälarne (född Jonsson) noterade 1940 världsrekord på 3 000 m med tiden 8:09,0. Till höger: Gösta Holmér.

Brandkårens Idrottsklubb är en idrottsförening i Stockholm. Föreningen bildades 31 oktober 1912 för anställda vid brandförsvaret i Stockholm. Särskilt inom brottning och friidrott blev klubben framgångsrik. Brottaren Rudolf Svensson, med två OS-guld 1928 och 1932 som främsta meriter, var ett av klubbens stora namn. 
Under åren kring andra världskriget var Brandkårens IK särskilt framgångsrika inom medeldistanslöpning och klubbens löpare noterade 1941 världsrekord på två ovanliga stafettsträckor: 4 x 1500 m (15:42,0) och 4 x 1 engelsk mil (17:02,8). Klubben representerades under dessa år av landslagslöparna Henry Kälarne, Åke Spångert och Bror Hellström. Under de då gällande amatörreglerna fick svenska friidrottare inte leva som proffs, men många elitidrottare valde i stället att arbeta som brandmän.
På 1950-talet representerade Ingvar Ericsson, svensk mästare och rekordhållare på 1 500 m, klubben. 
Under årens lopp har Brandkårens IK haft verksamhet inom flera sporter: gymnastik, friidrott, brottning, orientering, fotboll, handboll, ishockey och badminton. I dag bedrivs verksamheten huvudsakligen inom så kallad brandkårsidrott.

## Meriter
Två världsrekord på stafettlöpning 4 x 1500 meter och 4 x 1 engelsk mil 1941 (med Åke Jansson Spångert, Hugo Karlén, Henry Jonsson Kälarne och Bror Hellström).